# Gomphogyne
Gomphogyne é um género botânico pertencente à família Cucurbitaceae.

## Espécies
| - Gomphogyne alleizettei - Gomphogyne bonii - Gomphogyne cissiformis | - Gomphogyne delavayi - Gomphogyne heterosperma - Gomphogyne macrocarpa |

1. ↑  «Gomphogyne — World Flora Online». www.worldfloraonline.org. Consultado em 19 de agosto de 2020